# Лужац
Лужац (чорн. Lužac/Лужац) — село (поселення) в Чорногорії, підпорядковане общині Беране. Християнське поселення з населенням 823 мешканців.

## Населення
Динаміка чисельності населення (станом на 2003 рік):
- 1948 → 371
- 1953 → 362
- 1961 → 493
- 1971 → 663
- 1981 → 701
- 1991 → 717
- 2003 → 823

Національний склад села (станом на 2003 рік):
Слід відмітити, що перепис населення проводився в часи міжетнічного протистояння на Балканах й тоді частина чорногорців солідаризувалася з сербами й відносила себе до спільної з ними національної групи (найменуючи себе югославами-сербами — притримуючись течії панславізму). Тому, в запланованому переписі на 2015 рік очікується суттєва кореляція цифр національного складу (в сторону збільшення кількості чорногорців) — оскільки тепер чіткіше проходитиме розмежування, міжнаціональне, в самій Чорногорії.